# Neopomacentrus cyanomos
Neopomacentrus cyanomos är en fiskart som först beskrevs av Bleeker, 1856.  Neopomacentrus cyanomos ingår i släktet Neopomacentrus och familjen Pomacentridae. Inga underarter finns listade i Catalogue of Life.